# Colors (песма Џејсона Дерула)
Colors (срп. Боје) песма је америчког певача и текстописца Џејсона Дерула која представља званичну песму Светског првенства у фудбалу 2018. Песма је објављена 9. марта 2018. године.

## Позадина
Деруло је сарађивао са Кока-колом на продукцији песме и најавио да ће песма бити укључена у његов предстојећи албум.

## Музички видео
Тизер за песму објављен је 15. фебруара на Кока-колином званичном каналу на Јутјубу, у коме Деруло држи лопту са Кока-колиним логоом. Музички видео је објављен 11. априла 2018. године, а два дана касније изашла је и шпанско-енглеска верзија, у којој, поред Дерула, свој део има и колумбијски певач и текстописац Малума. Ремикс под називом Colours са јужноафричким репером Каспером Њовестом објављен је 20. априла.

## Топ листе
| Листа (2018)                          | Највиша позиција |
| ------------------------------------- | ---------------- |
| Немачка (Official German Charts)      | 75               |
| Sweden Heatseeker (Sverigetopplistan) | 10               |
| Швајцарска (Schweizer Hitparade)      | 63               |